# Aricia ramburi
Aricia ramburi är en fjärilsart som beskrevs av Ruggero Verity 1929. Aricia ramburi ingår i släktet Aricia och familjen juvelvingar. Inga underarter finns listade i Catalogue of Life.